# Rabah Bouaziz
Rabah Bouaziz, né en 1928 à Tizi Rached dans la wilaya de Tizi Ouzou, est un moudjahid durant la Révolution algérienne, puis 4e wali d'Alger après l'indépendance, décédé le 10 octobre 2014 à Alger.

## Biographie
Rabah Bouaziz, nommé Si Saïd, a eu un parcours militant et combattant, depuis sa jeunesse, en passant par ses premiers pas dans les organisations nationalistes puis pendant la lutte de Libération, notamment à la direction de la Fédération de France du FLN (historique) puis après l’indépendance.
Pendant la guerre d'Algérie, il est responsable fédéral de L’OS. En 1958, de retour d’un voyage en Allemagne (RFA) où il s’est réuni avec les autres membres du Comité Fédéral, il est intercepté à la frontière, et mis en garde à vue, sans être inculpé.
Il devient député dans la première législature de l’Assemblée populaire nationale et membre du comité central après le 1er congrès du FLN, avant d’être nommé préfet d’Alger.
Rabah Bouaziz est ainsi nommé 4e wali d'Alger après l'indépendance.
Au lendemain du coup d'état du 19 juin 1965, Rabah Bouaziz ne fut plus préfet d'Alger à partir du 21 juin 1965.
Plus tard, il prendra en main les tanneries de la Sonipec.

## Itinéraire
|     | Wilaya                                | Début        | Fin          |
| 1er | Wali de la wilaya d'Alger             | 8 août 1964  | 21 juin 1965 |
| 1er | Directeur des tanneries de la Sonipec | 21 juin 1965 |              |

## Décès
Rabah Bouaziz est décédé le 11 octobre 2009.
Il s'est éteint à la clinique El Azhar, à Alger, à l'âge de 81 ans.
L'enterrement de feu Rabah Bouaziz a eu lieu le 12 octobre 2009 au carré des Martyrs du cimetière d'El Alia, après la prière du dohr.